# Vadim Karasev
Vadim Karasev (* 1986) ist ein deutscher Koch.

## Werdegang
Karasev kochte ab 2012 bei Andreas Aumer und Felix Schneider und  im Restaurant Aumers La Vie in Nürnberg (ein Michelinstern). 2016 wurde er Küchenchef in der Einzimmer Küche Bar in Nürnberg, das 2020 mit 15 Punkten im Gault Millau ausgezeichnet wurde.
Im Juni 2021 eröffnete er sein eigenes Restaurant Veles in Nürnberg, das 2022 mit einem Michelinstern ausgezeichnet wurde.
Seine Produkte kommen aus der unmittelbaren Umgebung, z. B. Fisch aus Erlangen, Gemüse aus dem Knoblauchsland. Alles wird komplett verarbeitet.

## Auszeichnungen
- 2022: Ein Michelinstern für das Restaurant Veles in Nürnberg[3]
- Interview (2021)